# 小行星1695
小行星1695（1695 Walbeck）是一颗围绕太阳公转的小行星。1941年10月15日，利斯·奧特瑪在图尔库发现了此天体。
該小行星以芬蘭測地學家和天文學家亨利克·約翰·瓦爾貝克命名。
这颗小行星的绝对星等为139.5678901717539等。